# ジョアン・マヌエル・デ・ポルトゥガル
ジョアン・マヌエル・デ・ポルトゥガル（João Manuel de Portugal, 1537年6月3日 - 1554年1月2日）は、ポルトガル王ジョアン3世と王妃カタリナ・デ・アウストリアの五男。幼少期に死亡しなかった唯一の男子であり、王太子（ポルトガル公）に立てられた。

## 生涯
1552年に父方でも母方でも従姉にあたるスペイン王女フアナ（ジョアナ、神聖ローマ皇帝兼スペイン王カール5世と妃イサベルの次女）と結婚した。ジョアン・マヌエルの姉マリア・マヌエラはフアナの兄フェリペ2世の最初の妃であったが、1545年に死去していた。
生来病弱であったジョアン・マヌエルは、1554年1月2日に16歳で早世した。18日後の1月20日、唯一の子供セバスティアンが生まれ、ジョアン3世の死後に王位を継いだ。